# Rjavi smrekov kozliček
Rjavi smrekov kozliček (znanstveno ime Tetropium fuscum je hrošč iz družine kozličkov.

## Opis
Odrasel rjavi smrekov kozliček meri v dolžino od 8 do 17 mm.